# Первопечатник Иван Фёдоров (фильм)
«Первопечатник Иван Фёдоров» — советский художественный фильм 1941 года. Историко-биографический фильм о жизни Ивана Фёдорова, создателя первой в Московском государстве типографии.

Печатные книги, изданные во время правления Ивана Грозного, казались колдовством. Фёдоров был обвинён в ереси…

## В ролях
| Актёр                                | Роль                                    |
| ------------------------------------ | --------------------------------------- |
| Николай Дорохин                      | Иван Фёдоров                            |
| Всеволод Санаев                      | помощник Ивана Фёдорова Пётр Мстиславец |
| Павел Шпрингфельд                    | Иван Грозный                            |
| Сергей Днепров                       | Митрополит Филипп                       |
| Иван Рыжов                           | юродивый                                |
| Михаил Степанович Державин (Захаров) | Малюта Скуратов                         |
| Александр Хохлов                     | князь Владимир Старицкий                |
| Гавриил Белов                        | боярин Бартенев                         |
| Вячеслав Новиков                     | монах Иона                              |
| Григорий Михайлов                    | ученик                                  |
| Иван Бобров                          | стрелец                                 |
| Константин Немоляев                  | монах                                   |
| Андрей Файт                          | придворный лекарь Арнольф Линдсей       |
| Сергей Князев                        | шут                                     |

## Съёмочная группа
- Автор сценария: Евгений Вейсман
- Режиссёр-постановщик: Григорий Левкоев
- Оператор-постановщик: Иван Горчилин
- Композитор: Николай Иванов-Радкевич
- Художник-постановщик: Иосиф Шпинель